# Accipiter minullus
El gavilancito chico o azor menor africano (Accipiter minullus) es una especie de ave accipitriforme de la familia Accipitridae.
Está muy extendido a través Angola, Botsuana, Burundi, República Democrática del Congo, Eritrea, Etiopía, Kenia, Lesoto, Malaui, Malí, Mozambique, Namibia, Ruanda, Somalia, Sudáfrica, Sudán, Suazilandia, Tanzania, Uganda, Zambia y Zimbabue. 
Es el ave más pequeña del género Accipiter y es posiblemente el miembro más pequeño de la familia Accipitridae.